# Referéndum de Kirguistán de 2003
El 2 de febrero de 2003, como respuesta a una serie de protestas ocurridas en 2002, Askar Akayev organizó un doble referéndum en él se preguntaba a los votantes por la ratificación o revocación del mandato presidencial de Akayev (hasta 2005) y si aprobaban una serie de enmiendas constitucionales. En ambos referendos el "Sí" ganó por amplio margen en medio de acusaciones de fraude.

## Propuestas
La victoria del referéndum aumentaría aún más los poderes del Presidente, disminuiría los del Consejo Supremo y volvería al mismo unicameral, con solo 75 asientos. También reduciría el papel de la Corte Constitucional, a pesar de que dio el poder para supervisar la constitucionalidad de los partidos políticos, organizaciones sociales y organizaciones religiosas.

## Resultados

### Enmiendas constitucionales
| Choice                             | Votes     | %     |
| ---------------------------------- | --------- | ----- |
| A favor                            | 1.889.203 | 89.24 |
| En contra                          | 227.587   | 10.76 |
| Votos en blanco/inválidos          | 20.532    | -     |
| Total                              | 2.137.322 | 100   |
| Votantes registrados/participación | 2.465.684 | 86.68 |
| Fuente: Direct Democracy           |           |       |

### Presidencia de Akayev
| Choice                             | Votes     | %     |
| ---------------------------------- | --------- | ----- |
| A favor                            | 1.941.558 | 91.75 |
| En contra                          | 174.467   | 8.25  |
| Votos en blanco/inválidos          | 21.195    | -     |
| Total                              | 2.137.220 | 100   |
| Votantes registrados/participación | 2.465.684 | 86.67 |
| Fuente: Direct Democracy           |           |       |